# Mandala (Rubaru)
Mandala is een bestuurslaag in het regentschap Sumenep van de provincie Oost-Java, Indonesië. Mandala telt 4811 inwoners (volkstelling 2010).